# Kama (affluente del Volga)

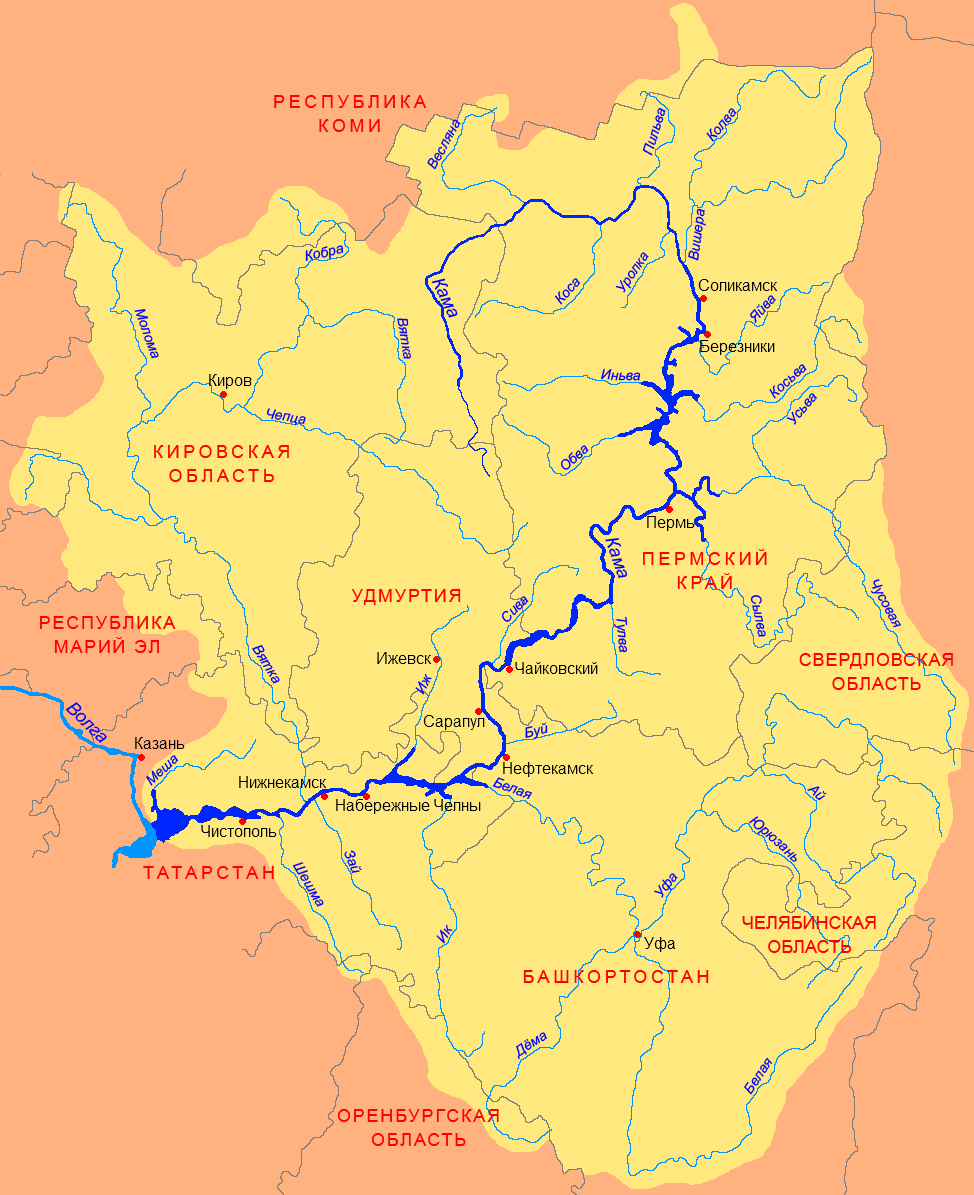
Il bacino della Kama

La Kama (in russo, permiaco e baschiro Кaма; in udmurto Кам, Kam; in tartaro Чулман, Çulman) è un fiume della Russia europea orientale, importantissimo affluente del Volga nel quale confluisce dalla sinistra idrografica; è in realtà anche più grande del Volga stesso prima della loro unione.

## Percorso

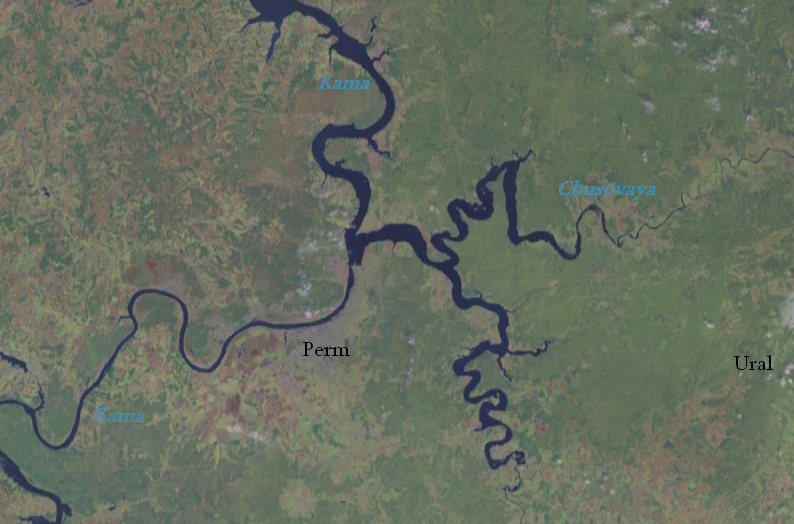
La confluenza della Čusovaja nella Kama.

Nasce da alcuni modesti rilievi (alture della Kama) nella parte nordorientale dell'Udmurtia, dirigendosi dapprima verso nord ed entrando dopo poco nel territorio della oblast' di Kirov; piega successivamente verso est-nordest, entra nel territorio di Perm' e, poco dopo, curva nuovamente prendendo direzione meridionale.
Poco prima della città di Perm' si volge verso sudovest, direzione che mantiene mediamente per parecchie centinaia di chilometri; dopo aver toccato la città di Sarapul, il fiume procede in direzione occidentale attraversando la Baschiria e il Tatarstan fino alla sua foce nel Volga in un ramo del bacino di Samara.

## Bacino idrografico
Il bacino idrografico della Kama copre circa mezzo milione di chilometri quadri, e costituisce più di un terzo della superficie totale del bacino del Volga. Grazie anche ai collegamenti con i bacini idrografici dei fiumi Pečora e Dvina Settentrionale, il fiume, unitamente ai suoi affluenti, ha sempre rivestito una grossa importanza come via di comunicazione.
La Kama riceve le acque di molte decine di tributari, i maggiori dei quali sono Višera, Jajva, Kos'va, Čusovaja, Belaja, Ik, dalla sinistra idrografica, Kosa, In'va, Iž e Vjatka, dalla destra.
La Kama tocca diversi centri urbani di una certa rilevanza: primo fra tutti è Perm', seguono alcune grosse città industriali come Naberežnye Čelny, Berezniki, Salavat, Solikamsk, Sarapul; altri centri più piccoli sono Čajkovskij, Elabuga e Neftekamsk.
La Kama è stata sbarrata in diversi punti del suo corso a fini idroelettrici; i maggiori bacini che si sono venuti a formare sono il bacino della Kama, (fra Perm' e Berezniki), il bacino di Votkinsk (a monte della città di Čajkovskij), il bacino di Nižnekamsk e, seppure solo parzialmente interessato dal corso della Kama, il bacino di Samara.
Nella zona del basso corso del fiume sono localizzati importanti giacimenti di petrolio.

### Principali affluenti
| Fiume             | Lunghezza | Provenienza idrografica | Distanza dalla foce         |
| ----------------- | --------- | ----------------------- | --------------------------- |
| Mëša              | 204 km    | destra                  | bacino di Samara            |
| Šešma             | 259 km    | sinistra                | bacino di Samara            |
| Vjatka            | 1 314 km  | destra                  | bacino di Samara            |
| Zaj               | 219 km    | sinistra                | 3 km                        |
| Tojma             | 121 km    | destra                  | 53 km                       |
| Ik (fiume)        | 571 km    | sinistra                | 118 km                      |
| Iž                | 259 km    | destra                  | 124 km                      |
| Belaja            | 1 430 km  | sinistra                | 177 km                      |
| Buj               | 228 km    | sinistra                | 240 km                      |
| Siva              | 206 km    | destra                  | 329 km                      |
| Tulva             | 118 km    | sinistra                | bacino di Votkinsk - 493 km |
| Očër              | 82 km     | destra                  | bacino di Votkinsk - 545 km |
| Muljanka          | 52 km     | sinistra                | 672 km                      |
| Čusovaja          | 592 km    | sinistra                | bacino della Kama - 693 km  |
| Obva              | 247 km    | destra                  | bacino della Kama - 780 km  |
| Čërmoz            | 121 km    | destra                  | bacino della Kama - 792 km  |
| Kos'va            | 283 km    | sinistra                | bacino della Kama - 807 km  |
| In'va             | 257 km    | destra                  | bacino della Kama - 810 km  |
| Poludennyj Kondas | 102 km    | destra                  | bacino della Kama           |
| Jajva             | 304 km    | sinistra                | bacino della Kama - 879 km  |
| Višera            | 415 km    | sinistra                | 958 km                      |
| Urolka            | 140 km    | destra                  | 996 km                      |
| Pil'va            | 214 km    | sinistra                | 1 056 km                    |
| Južnaja Kel'tma   | 172 km    | sinistra                | 1 060 km                    |
| Kosa              | 267 km    | destra                  | 1 109 km                    |
| Lup'ja            | 128 km    | sinistra                | 1 181 km                    |
| Vesljana          | 266 km    | sinistra                | 1 193 km                    |
| Poryš             | 131 km    | sinistra                | 1 261 km                    |
| Lup'ja            | 135 km    | sinistra                | 1 473 km                    |